# Sorensenella bicornis
Sorensenella bicornis är en spindeldjursart. Sorensenella bicornis ingår i släktet Sorensenella och familjen Triaenonychidae.

## Underarter
Arten delas in i följande underarter:
- S. b. bicornis
- S. b. parva
- S. b. waikanae